# Koto Cerenti
Koto Cerenti is een bestuurslaag in het regentschap Kuantan Singingi van de provincie Riau, Indonesië. Koto Cerenti telt 1007 inwoners (volkstelling 2010).